# La fisica di Feynman
La fisica di Feynman (titolo originale in lingua inglese The Feynman Lectures on Physics) è un corso universitario di fisica pubblicato in più volumi nel 1965, a cura di Richard Feynman, Robert B. Leighton e Matthew Sands, basato su una serie di lezioni universitarie tenute da Feynman negli anni accademici 1961–62 e 1962-63 al California Institute of Technology (Caltech) e rivolte a studenti dei primi anni dei corsi universitari in scienze matematiche, fisiche e naturali e ingegneria. 
Le lezioni date dal fisico americano furono oggetto di registrazioni audio in previsione della loro trascrizione, effettuata da un team di fisici e di dottorandi, ed un resoconto della loro genesi è raccontato da Sands nella memoria "Capturing the Wisdom of Feynman", pubblicata sul Physics Today nel 2005

## Contenuti

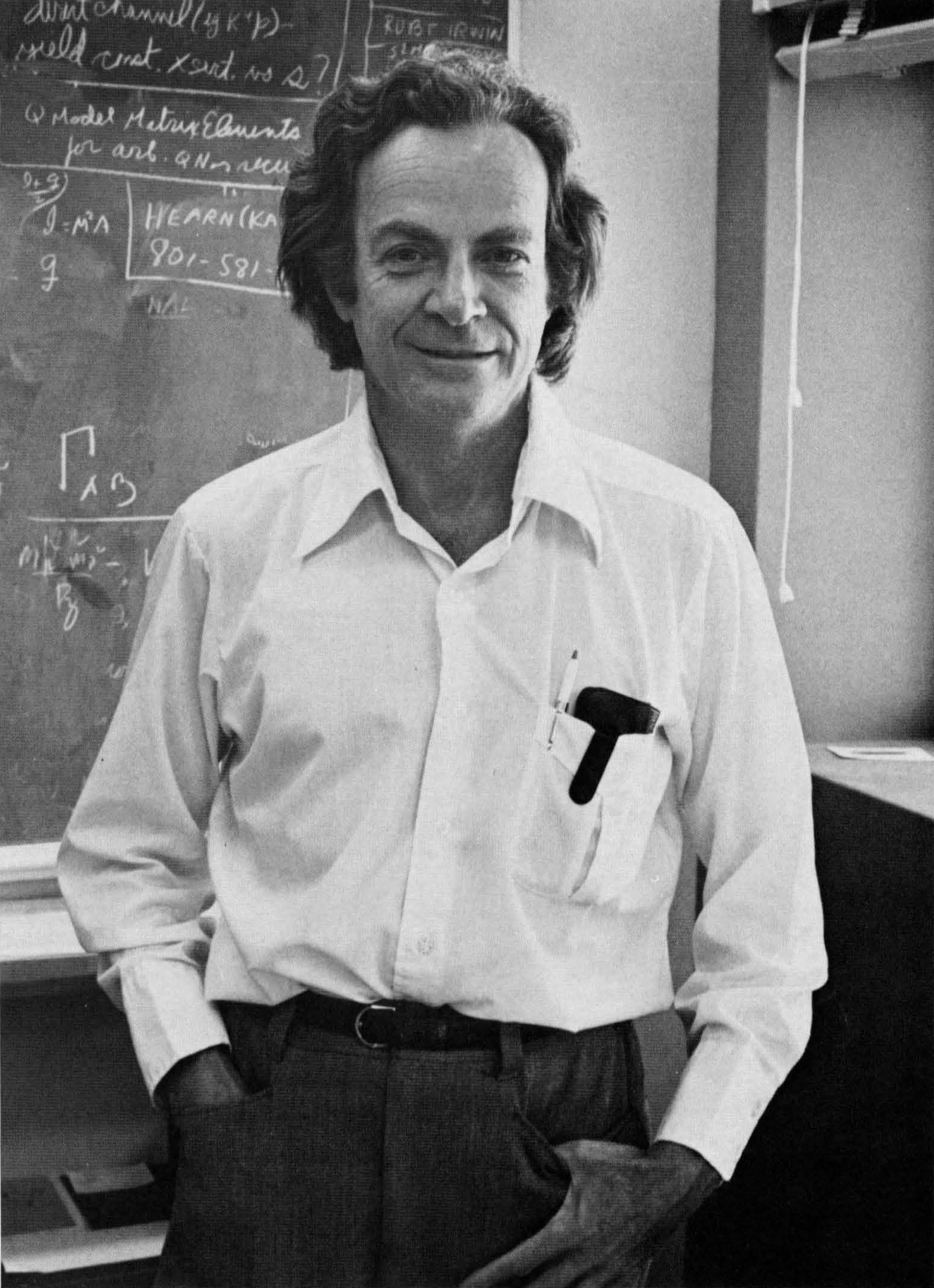
Richard Feynman

Il corso comprende lezioni sulla matematica, la meccanica classica, le onde e la radiazione elettromagnetica, l'elettromagnetismo in generale, la fisica quantistica (quest'ultima caratterizzata da un particolare approccio didattico), fisica statistica, termodinamica e discussioni sui rapporti della fisica con altre scienze. Sei capitoli più accessibili sono stati in seguito raccolti in una pubblicazione autonoma, Six Easy Pieces: Essentials of Physics Explained by Its Most Brilliant Teacher (trad. it.: Sei pezzi facili, Adelphi, 2000), altri sei, più impegnativi, in Six Not So Easy Pieces: Einstein's Relativity, Symmetry and Space-Time (trad. it.: Sei pezzi meno facili, Adelphi, 2004).

### Feynman's Lost Lecture: The Motion of Planets Around the Sun
All'interno del progetto didattico, fu sviluppata e impartita in aula anche un'originale trattazione elementare del moto dei pianeti intorno al Sole, basata su due metodologie alternative: una prima strada argomentativa si serve degli schemi dimostrativi geometrici usati da Isaac Newton; un secondo approccio, alternativo, si basa su tecniche dimostrative elaborate da Ugo Fano per l'illustrazione, in un suo libro di fisica atomica e molecolare, della collisione tra particelle cariche. 

Feynman alla lavagna mentre spiega la lezione elementare sulla meccanica celeste

La lezione non fu però inclusa nella pubblicazione delle Lectures perché il relativo materiale (appunti preparatori e fotografie degli schemi dimostrativi alla lavagna) era andato perduto. Gli appunti sono stati in seguito ritrovati mentre i diagrammi alla lavagna sono stati ricostruiti sulla base di alcuni appunti privati redatti da Feynman. Questo ha permesso la pubblicazione della lezione nel libro Feynman's Lost Lecture: The Motion of Planets Around the Sun del 1996, tradotto in italiano nel 1997, per la collana Le Ellissi di Zanichelli, come Il moto dei pianeti intorno al Sole. Una lezione inedita di Richard Feynman.

### Volumi
Il primo volume si concentra su meccanica, calore e termodinamica, onde elettromagnetiche e radiazione, quest'ultimo argomento con un'angolazione alternativa molto particolare, che non richiede il consueto formalismo delle equazioni differenziali alle derivate parziali che si incontra nelle presentazioni delle onde elettromagnetiche a partire dalle equazioni di Maxwell. Il secondo volume è incentrato principalmente su elettromagnetismo (con una trattazione più convenzionale, questa volta basata sulle equazioni di Maxwell) e materia. Il terzo volume presenta la fisica quantistica ancora una volta attraverso un approccio innovativo: partendo dall'esposizione teorica del celebre esperimento della doppia fenditura, si mostra come in esso siano presenti le componenti essenziali della meccanica quantistica.
Nel 2005 fu pubblicato anche un quarto volume, Feynman's Tips on Physics, curato da Michael A. Gottlieb e Ralph Leighton, che raccoglie quattro delle lezioni di Feynman inizialmente non incluse nel testo principale (tre sulla soluzione dei problemi fisici e una sulla guida inerziale), una memoria di Matthew Sands sulla genesi delle Feynman Lectures on Physics, oltre agli esercizi (con risposte) sottoposti agli studenti, durante le esercitazioni del corso, da Robert B. Leighton e Rochus Vogt. In quello stesso anno, il 2005, è stata pubblicata la l'edizione completa e definitiva (The Definitive and Extended Edition) che include il quarto volume e delle correzioni al testo originario.

## Edizione on line
Il 13 settembre 2013, con un'email indirizzata ai membri del Feynman Lectures online forum, Michael A. Gottlieb ha annunciato il lancio di un nuovo sito del Caltech per offrire un'edizione on line, libera e di alta qualità, del testo delle lezioni, ospitata dal The Feynman Lectures Website e da un mirror (in genere più veloce) sul sito del Caltech: l'iniziativa ha preso avvio con la messa in linea del primo volume, all'indirizzo feynmanlectures.caltech.edu, a cui ha fatto seguito il terzo volume, in attesa della pubblicazione del secondo volume. L'edizione online intende fornire un'esperienza di lettura indipendente dal dispositivo hardware, sfruttando tecnologie come HTML5, SVG, e MathJax per presentare testo, figure, ed equazioni, con una qualità grafica indipendente dalla scala d'ingrandimento